# Keith Lambert
Keith Lambert, né le 12 juin 1947 à Bradford, est un coureur cycliste et directeur sportif britannique. Coureur professionnel durant les années 1970 et 1980, il est notamment champion de Grande-Bretagne sur route en 1975 et 1980. Il est ensuite devenu directeur sportif d'équipes cyclistes professionnelles. Depuis 2013, il est entraîneur des espoirs masculins sur route au sein de British Cycling. Il est inscrit au temple de la renommée de la fédération britannique de cyclisme en 2016.

## Palmarès
- 1974
  -  Champion de Grande-Bretagne sur route
- 1975
  - 2e du championnat de Grande-Bretagne sur route
- 1976
  - 2e du Grand Prix de Manchester
  - 2e de Davies & Jeggo Motors, Road Race
- 1977
  - Davies & Jeggo Motors, Road Race
  - 2e de Londres-Holyhead
  - 3e du Grand Prix de Manchester
- 1978
  - Grand Prix de Manchester
  - Davies & Jeggo Motors, Road Race
  - 2e de Londres-Holyhead
- 1979
  - Davies & Jeggo Motors, Road Race
- 1980
  -  Champion de Grande-Bretagne sur route
  - 3e de la Course des raisins
- 1981
  - Davies & Jeggo Motors, Road Race
- 1983
  - 2e du championnat de Grande-Bretagne sur route
- 1984
  - 4e étape du Sealink International Grand Prix
  - 2e de Davies & Jeggo Motors, Road Race
- 1985
  - 2e étape du Sealink International Grand Prix